# Gadevang
Gadevang is een plaats in de Deense regio Hovedstaden, gemeente Hillerød, en telt 1103 inwoners (2007).